# Tour de Suisse 1979
Die 43. Tour de Suisse fand vom 13. bis 22. Juni 1979 statt. Sie wurde in elf Etappen und einem Prolog über eine Distanz von 1.622 Kilometern ausgetragen.
Gesamtsieger wurde der Belgier Wilfried Wesemael. Die Rundfahrt startete in Zürich mit 86 Fahrern, von denen 66 Fahrer am letzten Tag in Hendschiken ins Ziel kamen. Die beiden Schweizer Fahrer Erwin Lienhard und Beat Breu wurden wegen Dopings vom 3. beziehungsweise 10. Platz auf den 11. und 27. Gesamtrang der Einzelwertung distanziert. 66 Fahrer erreichten das Ziel der Rundfahrt.

## Etappen
| Etappe     | Tag      | Start – Ziel                | km  | Etappensieger      | Gesamtwertung     |
| ---------- | -------- | --------------------------- | --- | ------------------ | ----------------- |
| Prolog     | 13. Juni | Zürich (EZF)                | 4   | Gerrie Knetemann   | Gerrie Knetemann  |
| 1. Etappe  | 14. Juni | Zürich – Wildhaus           | 180 | Jozef Jacobs       | Wilfried Wesemael |
| 2. Etappe  | 15. Juni | Wildhaus – Obersiggenthal   | 178 | René Savary        | Wilfried Wesemael |
| 3. Etappe  | 16. Juni | Obersiggenthal (EZF)        | 20  | Gerrie Knetemann   | Roland Salm       |
| 4. Etappe  | 16. Juni | Obersiggenthal – Porrentruy | 151 | Jozef Jacobs       | Roland Salm       |
| 5. Etappe  | 17. Juni | Porrentruy – Steffisburg    | 196 | Ennio Vanotti      | Roland Salm       |
| 6. Etappe  | 18. Juni | Steffisburg – Verbier       | 160 | Josef Fuchs *      | Erwin Lienhard    |
| 7. Etappe  | 19. Juni | Verbier – Locarno           | 254 | Gerrie Knetemann   | Wilfried Wesemael |
| 8. Etappe  | 20. Juni | Locarno – Laax              | 139 | Giovanni Battaglin | Wilfried Wesemael |
| 9. Etappe  | 21. Juni | Laax – Horgen               | 186 | André Dierickx     | Wilfried Wesemael |
| 10. Etappe | 22. Juni | Horgen – Lenzburg           | 134 | Henk Lubberding    | Wilfried Wesemael |
| 11. Etappe | 22. Juni | Hendschiken (EZF)           | 20  | Gerrie Knetemann   | Wilfried Wesemael |